# 열대안테키누스
열대안테키누스(Antechinus adustus)는 작은 육식성 유대류이다. 갈색안테키누스(Antechinus stuartii)의 근연종이다. 오스트레일리아 퀸즐랜드주 북동부 지역의 타운즈빌 근처의 팔루마(Paluma)에서 모스만 근처의 마운트 카빈 스퍼젼 산까지의 좁은 지역의 열대 덩굴식물 숲에서 발견된다. 이전에 같은 종으로 간주했던 갈색안테키누스보다 털이 더 길고 어두운 색깔을 띤다.